# ルクワ州
ルクワ州（ルクワしゅう、Mkoa wa Rukwa）は、タンザニア西部の州である。タボーラ州とムベヤ州の一部から分離して新設され、この地域にあるルクワ湖から州名をとった。人口1,141,743人（2002年）、州都はスンバワンガ（Sumbawanga）である。
2012年、ミゼンゴ・ピンダの出身地であるルクワ州北部であったムパンダ県がカタヴィ州として分離した。

## 隣接州
北部にカタヴィ州、東部にムベヤ州、南部にザンビアの北部州と接している。西部はタンガニーカ湖を臨む。

## 下位行政区画
- Kalambo District
- Nkasi District
- Sumbawanga (Distrikt)
- Sumbawanga (MC)